# Yang Fengliang
Yang Fengliang (chinois traditionnel : 楊鳳良) est un réalisateur chinois.

## Filmographie
- 1989 : Daihao meizhoubao coréalisé avec Zhang Yimou
- 1990 : Ju Dou coréalisé avec Zhang Yimou
- 1993 : Shan bei da shao
- 1997 : Long cheng zheng yue